# Alexander Roda Roda

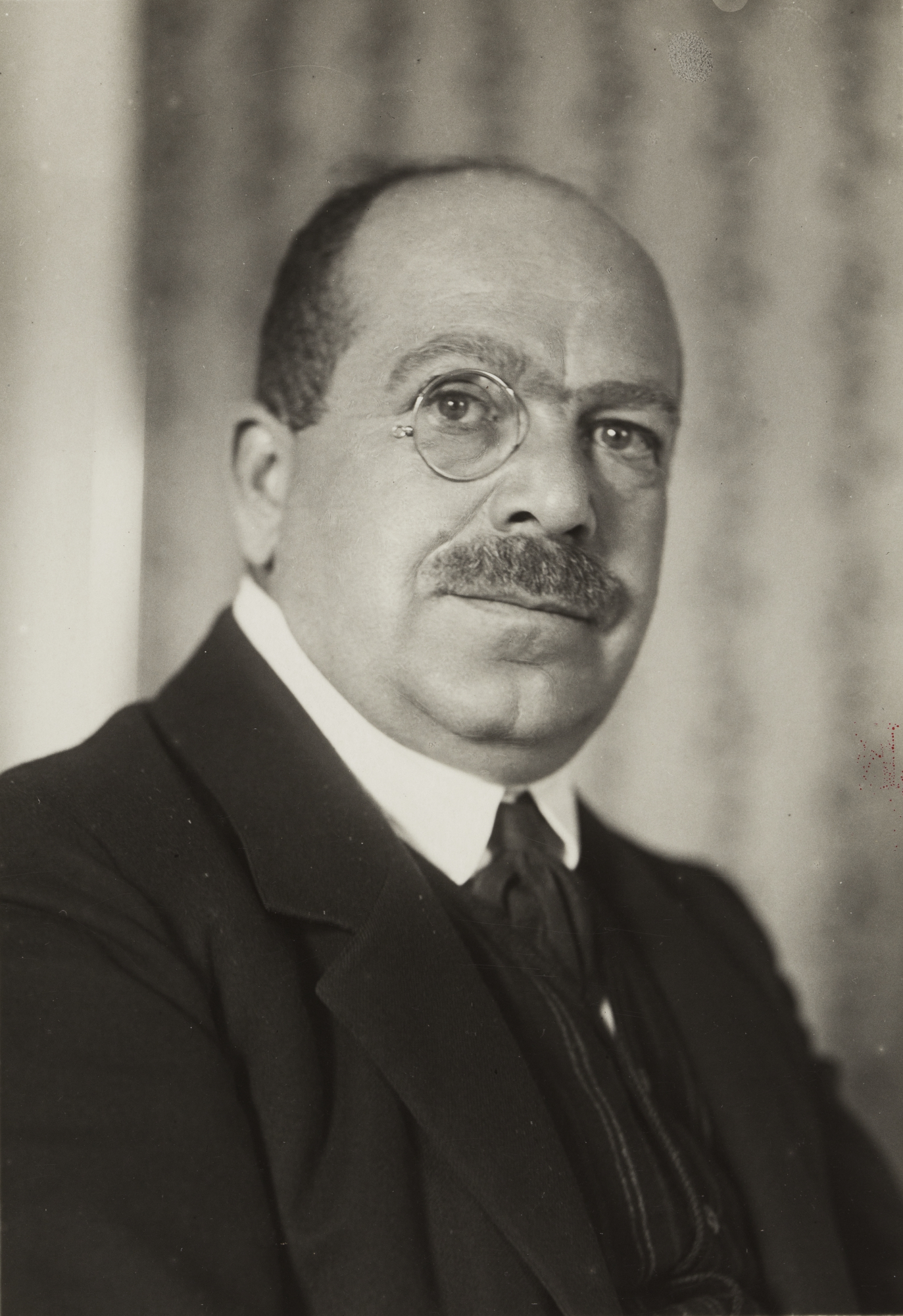
Aufnahme von Philipp Kester (1913)

Karikatur von Albert Weisgerber

Alexander Friedrich Ladislaus Roda Roda, Geburtsname Sándor Friedrich Rosenfeld (* 13. April 1872 in Drnowitz bei Wischau, Mähren, Österreich-Ungarn; † 20. August 1945 in New York), war ein österreichischer Schriftsteller, Satiriker und Publizist. Er bezeichnete sich selbst einmal als „Dichter Österreich-Ungarns“. Sein Werk besteht großteils aus humoristischen bzw. satirischen Erzählungen und Romanen, in welchen er in liebevoll-nachsichtiger Weise die Schwächen und Kuriositäten der Donaumonarchie und besonders des k. u. k. Offizierskorps aufs Korn nahm.

## Leben und Werk
Alexander Roda Roda wuchs in einem Dorf in der Nähe von Wischau auf. Dort war sein Vater Leopold Rosenfeld als Gutsverwalter tätig. Die Familie nannte sich inoffiziell Roda (serb.-kroat. für Storch). Zusammen mit seiner drei Jahre jüngeren Schwester Marie (Mi) schrieb er Romane. Die Geschwister vereinbarten: „Über allem soll als Verfassername stehen: A. M. Roda Roda – zum Zeichen, dass wir ein Doppelwesen sind.“
Er besuchte das Gymnasium in Ungarisch-Hradisch und wurde als Schüler Mitglied der Akademischen Ferialverbindung Marcomannia. Die mährischen Ferialbünde nahmen nämlich bereits Pennäler ab der siebten Klasse in ihre Reihen auf.
Nach dem Abbruch eines Studiums der Rechtswissenschaften an der Universität Wien verpflichtete sich Roda Roda zu einem zwölfjährigen Militärdienst und begann ihn am 1. Oktober 1893 als Kadett beim Korpsartillerieregiment Nr. 3 in Agram (Zagreb). Im Jahr 1894 ließ er sich nach Esseg (Osijek) versetzen und katholisch taufen. Dort entstanden seine Slavonischen Dorfgeschichten. Im Jahr 1899 wurde sein Familienname standesamtlich in Roda geändert, 1906 in Roda Roda.
1900 erschienen erste Arbeiten von ihm im Simplicissimus. Nach mehreren Disziplinarstrafen ließ sich Roda Roda 1901 als Oberleutnant in die Reserve versetzen. Er verstärkte seine literarische Tätigkeit. 1902 verarbeitete er eine kurze, leidenschaftliche Liebesaffäre mit der Star-Schauspielerin Adele Sandrock, die zehn Jahre älter war als er, im Theaterstück Dana Petrowitsch.
Er unternahm Reisen über den Balkan bis Griechenland und Türkei, nach Italien, Westeuropa und 1903 nach Wien. Ab Oktober 1904 machte er Station in Berlin und 1906 in München, wohin er 1920 zurückkehrte. Wegen diverser Verstöße gegen die Offiziersehre wurde Roda Roda 1907 unter Aberkennung seines Ranges aus der Armee entlassen. Aus dem leuchtend roten Rockfutter seiner Uniform ließ er sich eine Weste schneidern und trug sie bei zahlreichen Auftritten auf Kleinkunstbühnen. Sie wurde für Jahrzehnte sein Markenzeichen. 1909 wurde die zusammen mit Carl Rössler geschriebene Militärkomödie Der Feldherrnhügel uraufgeführt, in der die Kuriositäten der Donaumonarchie und des k. u. k. Offizierskorps aufs Korn genommen werden. Wegen der „Beleidigung von Militärpersonen“ wurde das Stück nach 19 Aufführungen im Jahr 1910 verboten. Der zuständige Zensurbeamte soll damals den beiden Autoren mitgeteilt haben, dass das Werk nicht mehr aufgeführt werde, „so lange die österreichisch-ungarische Monarchie besteht“. Rößler tröstete daraufhin seinen Mitautor: „Kränk dich nicht, Roda, die paar Wochen wart’ ma halt noch.“
Am 11. August 1914 wurde Roda Roda ins k. u. k. Kriegspressequartier einberufen und schrieb als Kriegsberichterstatter für die in Wien erscheinende Neue Freie Presse bis 1917 mehr als 700 Beiträge. Auch für die ab 1854 in Budapest erscheinende deutschsprachige Zeitung Pester Lloyd verfasste er mehrere Beiträge. Darüber hinaus publizierte er seine Tagebuchaufzeichnungen unter dem Titel Russenjagd und Serbisches Tagebuch. Vom (deutschstämmigen) König von Bulgarien erhielt er den Sonderauftrag, die bulgarische Literatur dem deutschen Publikum bekanntzumachen.
In den 1920er-Jahren hatte Roda Roda mit humoristischen Buchveröffentlichungen großen Erfolg. Er trat in Kabaretts auf, unternahm ausgedehnte (Gastspiel-)Reisen und pflegte Kontakte zu Dutzenden Autoren, Schauspielern, Filmemachern und anderen Künstlern.

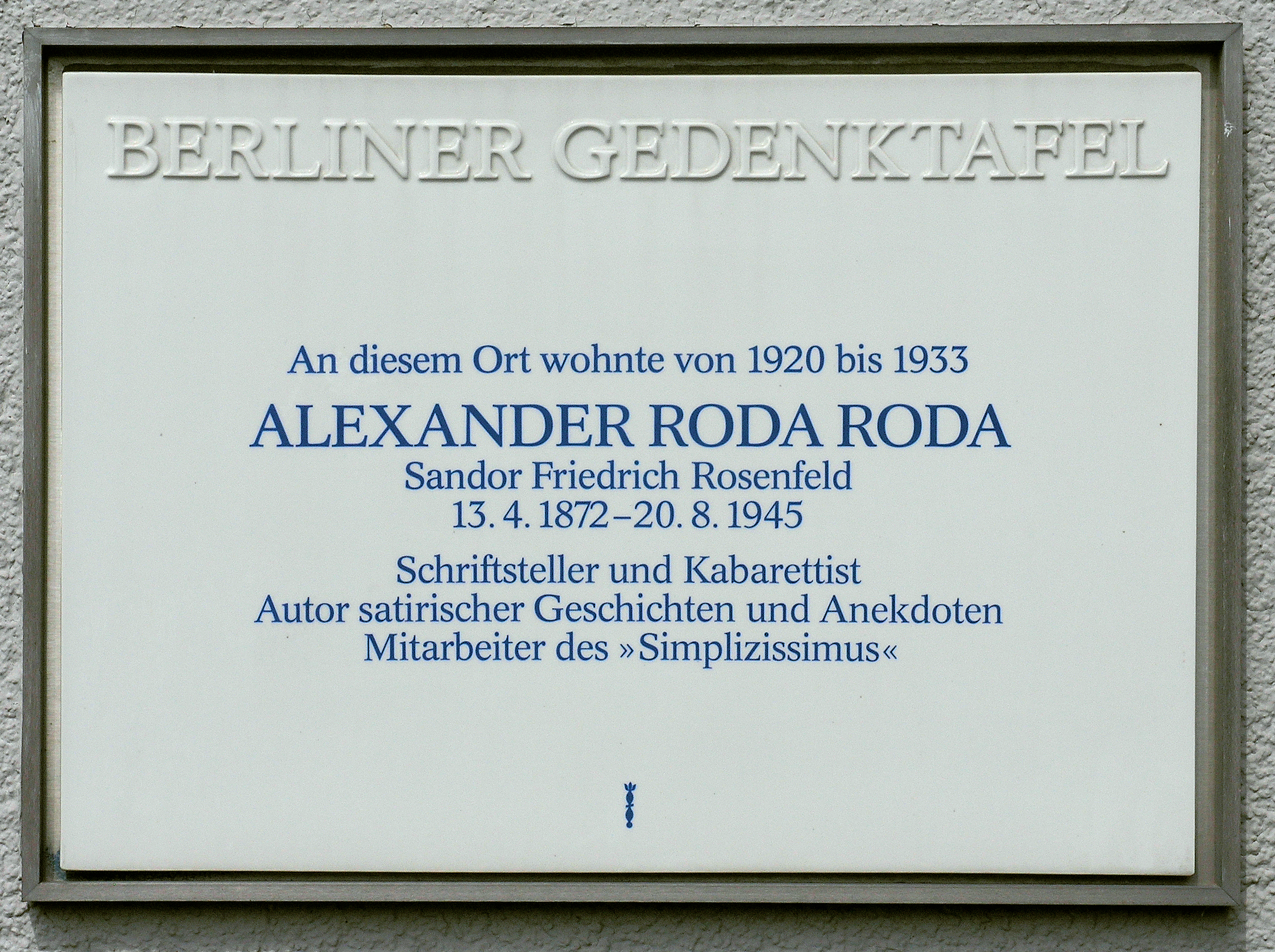
Berliner Gedenktafel am Haus Innsbrucker Straße 44, Berlin-Schöneberg

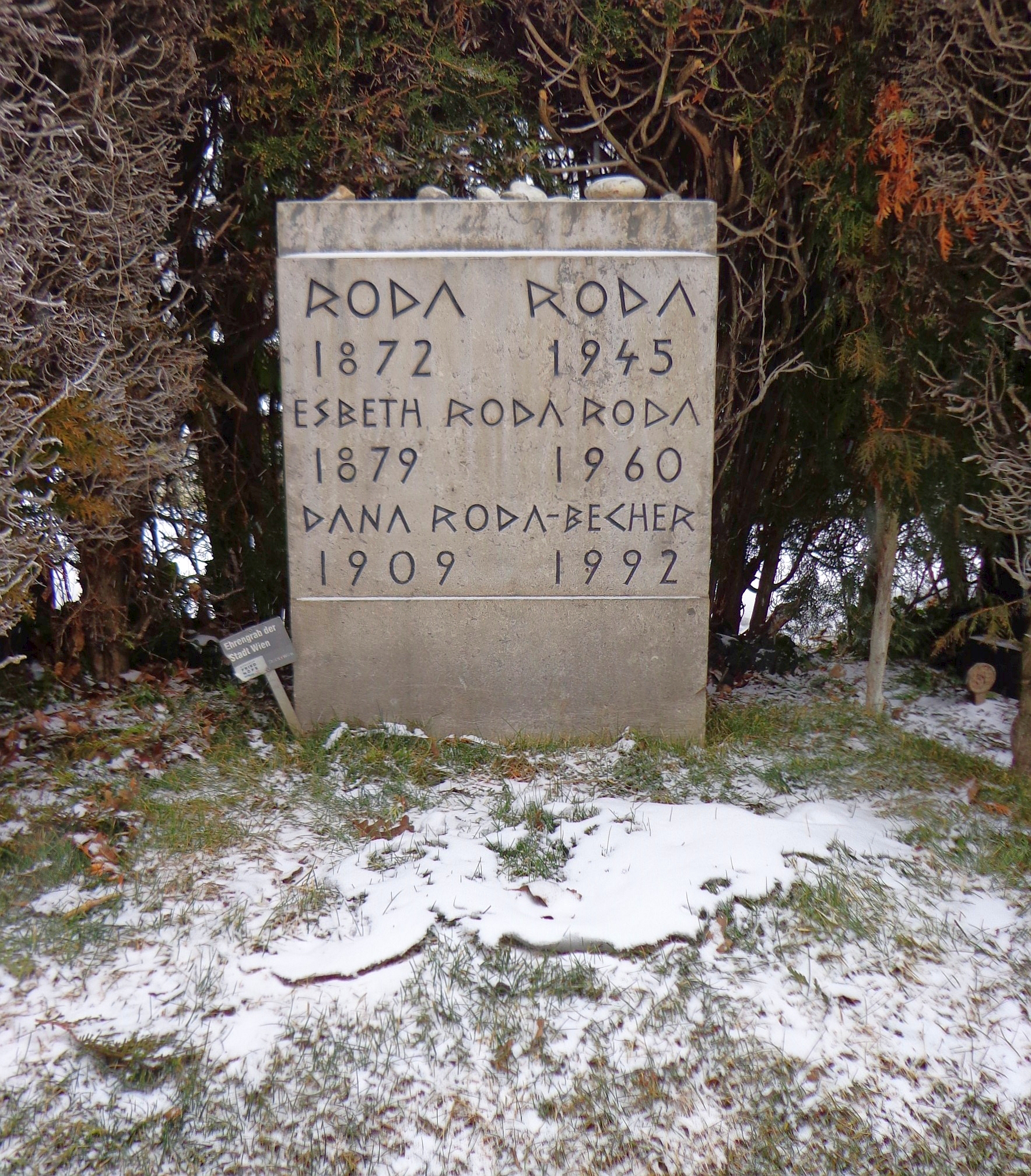
Feuerhalle Simmering, Ehrengrab Roda Rodas (Abteilung 2, Ring 1, Gruppe 2, Nr. 31)

1932 erschien eine dreibändige Werkausgabe zum 60. Geburtstag Roda Rodas. Am 10. Mai 1932 gehörte er zu der Gruppe demokratischer Intellektueller, die Carl von Ossietzky bei Antritt seiner Haftstrafe in Berlin demonstrativ begleiteten. Nach Hitlers Machtergreifung in Deutschland 1933 emigrierte Roda Roda bereits im Februar zu seiner Schwester, der Ärztin Gisela Januszewska nach Graz, nachdem er durch eine Satire auf Hitler im Berliner Tagblatt aufgefallen war und Goebbels daraufhin im Angriff seine "Unschädlichmachung" gefordert hatte. Wenige Tage vor dem Anschluss Österreichs an das Deutsche Reich floh er 1938 in die Schweiz. Am 1. November 1940 forderten ihn die Schweizer Behörden auf, bis zum Jahresende das Land zu verlassen, und untersagten ihm zugleich jede Tätigkeit für schweizerische Medien. Roda Roda emigrierte in die USA. Dort blieben die Bemühungen des mittlerweile Siebzigjährigen um einen schriftstellerischen Broterwerb ohne größeren Erfolg. Zu seinem Rauswurf aus der Schweiz schrieb er „so im Vorübergehen“:

„Noch ein Umbruch in Europa, und in sämtlichen Staaten werden die Emigranten die Mehrheit haben. Es gibt manchmal politische Situationen, so verwickelt, dass man sie gar nicht falsch genug beurteilen kann. „Die stärkste Form der Kriegsführung“, sagt Clausewitz, „ist die tätige Defensive.“ Nein! Stärkste Form der Kriegsführung ist das Verharren in der Neutralität. Politik ist die Kunst, unerfüllbare Versprechungen zu machen und sich ihnen dann unter haltlosen, aber plausibeln Vorwänden zu entziehen. Ein Ausspruch des Doktors Vazsonya, des ehemaligen ungarischen Justizministers: „Ich sehe Leute, die vom Philosemitismus leben; noch viel mehr leben vom Antisemitismus. Wovon aber sollen die armen Juden leben?“ – Die Schweiz? Nein, die Schweiz wird ER intakt lassen. Denn wohin sollte ER sonst einst fliehen?“

Seine Schwester Gisela konnte nicht emigrieren. Sie wurde von Wien aus nach Theresienstadt deportiert und dort ermordet.
Am 20. August 1945 starb Roda Roda 73-jährig in New York an Leukämie. Am 22. August fand die Feuerbestattung, seinem Testament entsprechend in aller Stille und ohne Begleitung, im Campbell Funeral Home statt.

### Familie
Er verband sich im September 1905 in freier Ehe mit Elsbeth Anna Freifrau von Zeppelin geb. Leuckfeld von Weysen (1882–1960). Ihre Tochter Dana (1909–1990) heiratete 1933 den Schriftsteller Ulrich Becher. Deren Sohn Martin Roda Becher (geb. 1944) lebt als Schriftsteller in Basel.

## Zeitgenössische Rezeption
" Sein Deutsch ist musterhaft. Sein Stilgefühl ist unbeirrbar, er ist ein Wunder an Erzähltechnik."
Kurt Tucholsky 1930

## Nachruhm

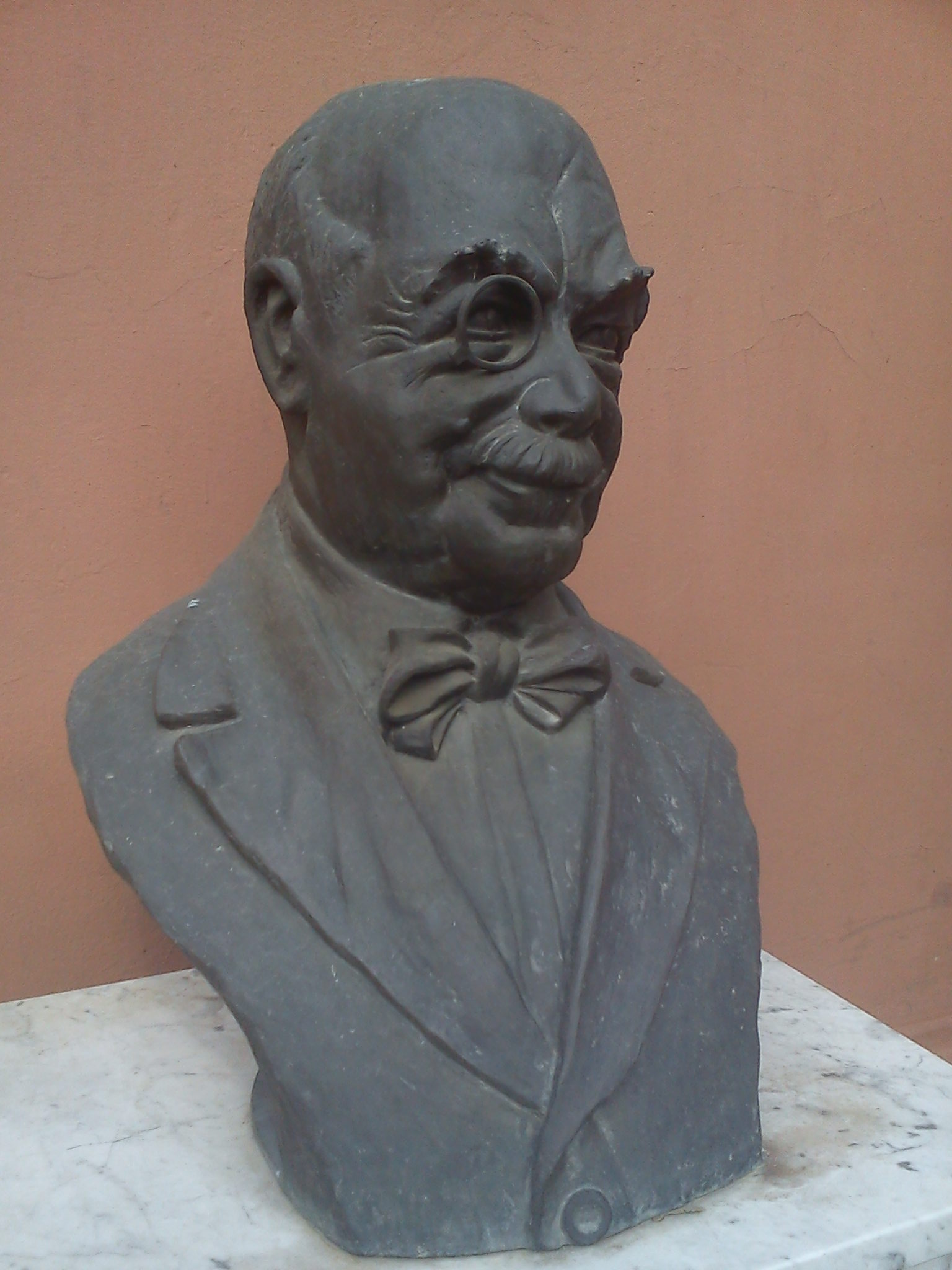
Büste Roda Rodas in Osijek

1948 wurde die Urne Roda Rodas nach Wien übergeführt und in einem ehrenhalber gewidmeten Grab im Urnenhain der Feuerhalle Simmering (Abteilung 2, Ring 1, Gruppe 2, Nummer 31) beigesetzt. Das Grabmonument stammt von Fritz Wotruba.
1952 wurde in Wien-Floridsdorf (21. Bezirk) die Roda-Roda-Gasse nach ihm benannt. In der Stadt Osijek in Kroatien steht eine Büste Roda Rodas vor dem Bibliotheksgebäude in der Europska Avenija.
Roda Roda war auch leidenschaftlicher Schachspieler und spielte oft im Münchener Schachcafé Stefanie. Hier wurde er zu seiner Schachhumoreske Das Pensionistengambit inspiriert.

## Schriften (Auswahl)

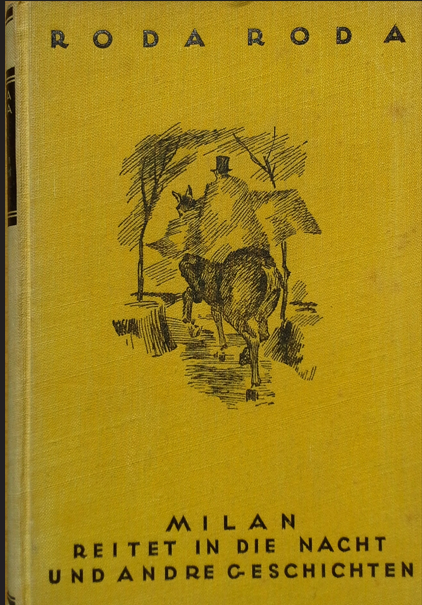
Roda Rodas Milan reitet in die Nacht im Verlag Leipziger Graphische Werke, 1924

Für ein Verzeichnis aller Werke siehe Wikisource.
- Eines Esels Kinnbacke. Schwänke und Schnurren, Satiren und Gleichnisse. Langen, München 1906, OBV.
- Adelige Geschichten. 1906.
- Von Bienen, Drohnen und Baronen. (Vor 1908)
- Der Schnaps, der Rauchtabak und die verfluchte Liebe. 1908.
- Schummler, Bummler, Rossetummler. Balkangeschichten. 1909.
- Der Gekitzelte Aeskulap. 1910.
- mit Carl Rössler: Der Feldherrnhügel. Eine Schnurre in drei Akten. 1910 (Kommentierte Neuauflage im Verlag edition:nihil.interit, Wien 2019, ISBN 1-6710-3051-6).
- Majestät Mimi. Operetten-Libretto, mit Felix Dörmann, Musik von Bruno Granichstaedten, 1911.
- mit Gustav Meyrink: Bubi 1912.
- mit Gustav Meyrink: Der Sanitätsrat. Eine Komödie in drei Akten. Schuster & Loeffler, Berlin (u. a.) 1912. Volltext online.
- mit Gustav Meyrink: Die Uhr. Ein Spiel in zwei Akten. Ahn & Simrock, Berlin 1912. Volltext online.
- Russenjagd. Konegen, Wien 1917. – Volltext online.
- Serbisches Tagebuch (= Ullstein-Kriegsbücher, 34). Ullstein, Berlin 1918.
- Das Rosenland. Bulgarische Gestalter und Gestalten. Nachdichtungen von Erzählungen und Gedichten aus dem Volksschatz des Landes. Enoch, Hamburg 1918. (Nachdruck Verlag PIC, Veliko Târnovo 1995, ISBN 954-8258-58-7).
- Die sieben Leidenschaften. 1921.
- Schwabylon oder Der sturmfreie Junggeselle. 1921.
- Morgensonne Morgenland. Schildereien. 1922.
- Ein Frühling in Amerika. Langes, München 1924. Volltext online; Kommentierte Neuauflage im Verlag edition:nihil.interit, Wien 2020, ISBN 1-6710-3051-6.
- mit Andreas Szenes (Illustr.): Roda Rodas Roman. Autobiographie. Drei Masken Verlag, München 1925, OBV.
- Slavische Seelen. Neuen Dichtern nacherzählt. Langes, München 1924. – Volltext online.
- Der Knabe mit den 13 Vätern. Ein humoristischer Roman nach B. G. Nušić. Reissner, Dresden 1927. Volltext online.
- Krokodil-Tränen. Anekdoten und Geschichten. P. Zsolnay Verlag, 1933 (Kommentierte Neuauflage im Verlag edition:nihil.interit, Wien 2020, ISBN 1-6710-3051-6).
- Die Panduren. Roman einer Landschaft. Roman. 1935.
- Der Mann mit der roten Weste: Anekdoten Schwänke Geschichten. Aufbau Verlag, Berlin/Weimar (für Zsolany), 1970.
- Hans Traxler (Hrsg.): Rote Weste und Monokel: Das neue Roda Roda Buch. Paul Zsolnay Verlag, Wien 1999, ISBN 3-552-04942-8.

## Filmografie
Verfilmungen mit Rolle
- 1926: Der Feldherrnhügel mit Roda Roda in der Rolle des Korpskommandanten, Regie: Hans Otto und Erich Schönfelder (Stummfilm)
- 1932: Der Feldherrnhügel mit Roda Roda als Korpskommandanten, Regie: Eugen Thiele (Tonfilm)[12]

Drehbuch
- 1931: Liebeskommando

Literarische Vorlage
- 1953: Der Feldherrnhügel

TV
- 1990–92: Roda Roda Geschichten (zwölfteilige Serie des ORF in Zusammenarbeit mit dem ZDF, das die Serie unter dem Namen Roda Roda gesendet hat; Regie: Hermann Leitner, mit Peter Weck als Alexander Roda Roda)

## Hörspielbearbeitungen
- 1950: Der Feldherrnhügel – Regie: Raoul Martinée (RWR Wien)
- 1963: Der Feldherrnhügel im Walzertakt – Regie: Fritz Zwerenz (ORF Oberösterreich)
- 1967: Gerechtigkeit! Gerechtigkeit! – Regie: Ferry Bauer (ORF Oberösterreich)
- 1976: Der Weg nach Gradina – Regie: Erich Schwanda (ORF Wien)

Quelle: Ö1-Hörspieldatenbank